# ملح التخليل
ملح التخليل هو نوع من الاملاح يتم استخدامه بشكل رئيسى في تعبئة وتصنيع المخللات، هو صوديوم كلوريد مثل ملح الطعام ولكن مع اختلاف أنه لا يتضمن مادة الأيودين أو أي من منتجات مكافحة التكتل،  كما أنه يوجد أسطوره تنتشر على نطاق واسع أن مادة الأيودين تسبب تغيير لون المخلل، وهذة نظرية خاطئة مع العلم أن بعض مواد مكافحة التكتل معروف عنها أنها تتراكم في نهاية البرطمانات.
وتكون حبات ملح التخليل صغيرة حتى يكون سريع الذوبان.